# بيتر كوسجروف

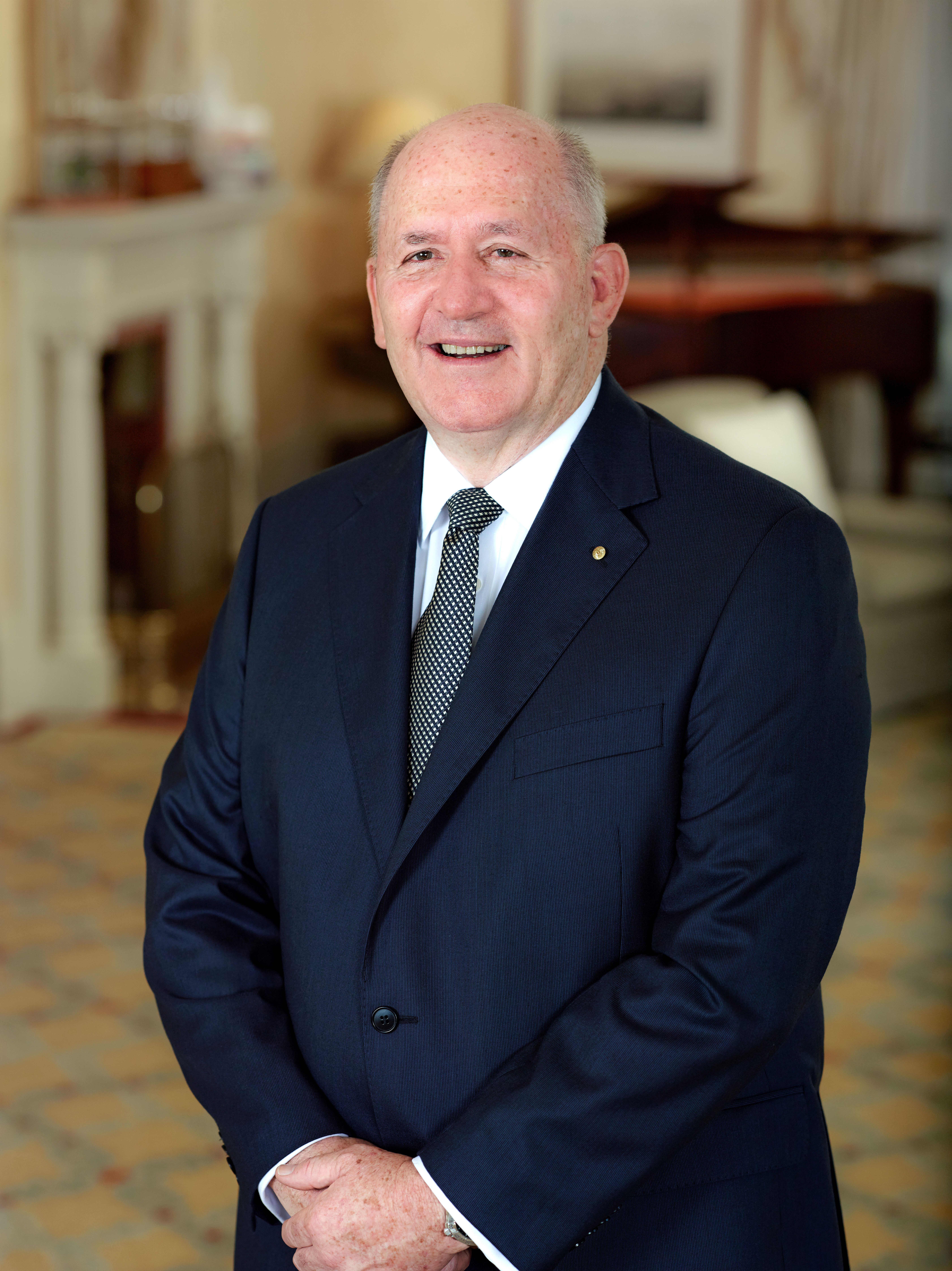
بيتر كوسجروف.

الجنرال السير بيتر جون كوسجروف (بالإنجليزية: Peter John Cosgrove) (ولد في 28 يوليو 1947) هو ضابط كبير متقاعد من الجيش الأسترالي، و شغل منصب الحاكم العام السادس والعشرون لأستراليا.

## روابط خارجية
- بيتر كوسجروف على موقع مونزينجر (الألمانية)